# Jehovah
Jehovah (/dʒɪˈhoʊvə/, phiên âm tiếng Việt: Giê-hô-va) là một từ Latin hóa của từ Hebrewיְהֹוָה một từ phiên âm  của Tetragrammaton יהוה, vốn là tên riêng của Chúa Trời của Israel trong Kinh Thánh tiếng Hebrew và một trong bảy tên của Thiên Chúa trong Do Thái giáo.

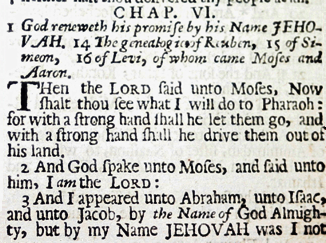
"Giê-hô-va" trong Exodus 6: 3
(Phiên bản King James năm 1611)

Sự đồng thuận giữa các học giả là việc phiên âm trong lịch sử của tetragrammaton tại thời điểm soạn thảo kinh Torah (6 TCN) rất có thể là Yahweh. Cách xưng hô lịch sử này đã bị mất đi vì trong đạo Do Thái Đền thờ thứ hai, trong thế kỷ thứ 3 đến thế kỷ thứ 2 TCN, cách phát âm của Tetragrammaton đã bị loại bỏ, được thay thế bằng từ Adonai ("Chúa của tôi"). Các nguyên âm tiếng Do Thái của Adonai đã được Masoretes thêm vào Tetragrammaton, và hình thức kết quả được chuyển ngữ vào khoảng thế kỷ 12 với tên gọi Yehowah. Các hình thức tên khác Iehouah và Jehovah lần đầu tiên xuất hiện vào thế kỷ 16.
"Jehovah" được William Tyndale giới thiệu đến thế giới nói tiếng Anh trong bản dịch Xuất Ê-díp-tô Ký 6: 3 và được giới thiệu với số lượng rất hạn chế (Phiên bản King James chỉ có bốn lần như một tên riêng cộng ba lần trong từ ghép.) trong các bản dịch khác như Kinh thánh Geneva và Bản King James, hầu hết sử dụng "Chúa". Hội đồng Giám mục Công giáo Hoa Kỳ tuyên bố rằng, để phát âm Tetragrammaton, một thực hành mà trong các bối cảnh phụng vụ, nó không còn được dùng, "cần phải đưa ra các nguyên âm làm thay đổi hình thức viết và nói của tên", dẫn đến "Yahweh "hoặc "Jehovah". "Jehovah" xuất hiện trong Kinh Thánh Phiên bản tiêu chuẩn vẫn còn phổ biến của Mỹ (1901) và Bản dịch theo nghĩa đen của Young (1862, 1899), nhưng nó không xuất hiện trong các bản dịch tiếng Anh chính thống hiện nay, một số sử dụng Yahweh nhưng hầu hết tiếp tục sử dụng "Lord" hoặc " L  " đại diện cho Tetragrammaton. Bản dịch Thế giới mới của Nhân Chứng Giê-hô-va sử dụng danh "Jehovah" trong suốt Cựu Ước và thậm chí đưa nó vào phiên bản Tân Ước của họ.